# 安克·默林
安克·默林（德語：Anke Möhring，1969年8月28日—），德国女子游泳运动员，主攻自由泳。她曾代表东德参加1988年夏季奥林匹克运动会游泳比赛，获得女子400米自由泳铜牌。